# Pteropus intermedius
La volpe volante di Andersen (Pteropus intermedius Andersen, 1908) è un pipistrello appartenente alla famiglia degli Pteropodidi, diffuso in Thailandia centrale e nella Birmania sud-orientale.

## Descrizione

### Dimensioni
Pipistrello di grandi dimensioni, con lunghezza dell'avambraccio di circa 179,5 mm e la lunghezza del piede di circa 54,5 mm.

### Aspetto
La pelliccia è corta e soffice. Il colore generale del corpo è bruno-nerastro cosparso di peli bianco-grigiastri sul dorso e con dei riflessi marroni scuri sui fianchi e nel basso ventre. Le spalle sono giallo-brunastre. Nei maschi è presente un ciuffo di peli untuosi e rigidi intorno a delle ghiandole situate su ogni lato del collo. Il muso è lungo, affusolato e marrone scuro. Gli occhi sono grandi. Le orecchie sono lunghe e appuntite. La tibia è priva di peli. È privo di coda, mentre l'uropatagio è ridotto ad una sottile membrana lungo la parte interna degli arti inferiori, relativamente più sviluppata al centro.  È considerata da alcuni autori una forma intermedia tra P. giganteus e P. vampyrus.

## Biologia

### Comportamento
È stato osservato rifugiarsi su grandi alberi in aree urbane. Vola per molte miglia per cibarsi di frutta coltivata o selvatica.

### Alimentazione
Si nutre di frutta.

## Distribuzione e habitat
Questa specie è diffusa in Thailandia centrale e nella Birmania sud-orientale.

## Tassonomia
In accordo alla suddivisione del genere Pteropus effettuata da Andersen, P. intermedius è stato inserito nello P. vampyrus species Group, insieme a P. vampyrus, P. lylei stesso e P. giganteus. Tale appartenenza si basa sulle caratteristiche di non avere un ripiano basale nei premolari e di avere orecchie lunghe ed appuntite.

## Conservazione
La IUCN Red List, considerato che non ci sono informazioni recenti sullo stato della sua popolazione e delle minacce a cui è esposto, classifica P. intermedius come specie con dati insufficienti (DD).